# نهمین دوره جشنواره بین‌المللی فیلم فجر
نهمین دورهٔ جشنواره فیلم فجر در بهمن ۱۳۶۹ در تهران برگزار شد.

## برگزیدگان

### سیمرغ بلورین
- بهترین پوستر (اعلان دیواری): مرتضی ممیز برای فیلمهای مهاجر (۱۳۶۸) و ای ایران (۱۳۶۸)
- بهترین عکاسی: حسین ملکی برای فیلم ریحانه (۱۳۶۸)
- بهترین نمونه فیلم (آنونس): ایرج گل‌افشان برای فیلم هامون (۱۳۶۸)
- بهترین فیلم (بخش مسابقه فیلم‌های اول و دوم): آپارتمان شماره ۱۳ – یدالله صمدی، گروه فیلمسازی همراه و سایه خیال – مسعود جعفری جوزانی، حسین دلیر

| سیمرغ بلورین بهترین فیلم | سیمرغ بلورین بهترین کارگردانی |
| --- | --- |
| - آپارتمان شماره ۱۳ - عروس - پرده آخر - شب‌های زاینده‌رود - نقش عشق | - واروژ کریم مسیحی – پرده آخر - یدالله صمدی – آپارتمان شماره ۱۳ - داریوش فرهنگ – دو فیلم با یک بلیت - بهروز افخمی - عروس                                      |
| سیمرغ بلورین بهترین بازیگر نقش اول مرد | سیمرغ بلورین بهترین بازیگر نقش اول زن |
| - مهدی هاشمی – دو فیلم با یک بلیت - ابوالفضل پورعرب – عروس - جمشید هاشم‌پور – عشق و مرگ - داریوش فرهنگ – دو فیلم با یک بلیت - حسین پناهی - سایه خیال                            | - فریماه فرجامی – پرده آخر - نیکی کریمی – عروس - ثریا گل‌محمدی – عشق و مرگ - افسانه بایگان – دو فیلم با یک بلیت                                                |
| بهترین بازیگر نقش دوم مرد | بهترین بازیگر نقش دوم زن |
| - سعید پورصمیمی – پرده آخر - حمید جبلی – سایه خیال - حسین محجوب – پرده آخر - ابراهیم‌آبادی – آپارتمان شماره ۱۳ - جمشید اسماعیل‌خانی – آپارتمان شماره ۱۳                          | - نیکو خردمند – پرده آخر - ماهایا پطروسیان – پرده آخر - حمیده خیرآبادی – سایه خیال - فهیمه راستکار – عشق و مرگ - شهلا ریاحی – دو فیلم با یک بلیت              |
| سیمرغ بلورین بهترین فیلمنامه | سیمرغ بلورین بهترین موسیقی متن |
| - آپارتمان شماره ۱۳ – یدالله صمدی - عروس – بهروز افخمی و علیرضا داودنژاد - پرده آخر – واروژ کریم مسیحی - نقش عشق – شهریار پارسی‌پور و هادی سیف - شب‌های زاینده‌رود – محسن مخملباف | - عروس – بابک بیات - پرده آخر – بابک بیات - آپارتمان شماره ۱۳ – فرهاد فخرالدینی - نقش عشق – رسول نجفیان - دو فیلم با یک بلیت – بابک بیات                      |
| بهترین صداگذاری | بهترین صدابرداری |
| - چشم شیشه‌ای – محسن روشن - عروس – مهدی ژورک - دو فیلم با یک بلیت – فرهاد ارجمندی                                                                                               | - پرده آخر – پرویز آبنار - سایه خیال – اصغر شاهوردی - آپارتمان شماره ۱۳ – اسحاق خانزادی - نقش عشق – سیدهاشم موسوی - شب‌های زاینده‌رود – جهانگیر میرشکاری        |
| بهترین طراحی صحنه و لباس | سیمرغ بلورین بهترین فیلم‌برداری |
| - پرده آخر – حسن فارسی - چشم شیشه‌ای – محمدرضا شجاعی - آپارتمان شماره ۱۳ – حسن هدایت - نقش عشق – کیهان مرتضوی - دو فیلم با یک بلیت – امیرحسین اثباتی                            | - پرده آخر – اصغر رفیعی جم - عروس – نعمت حقیقی - آپارتمان شماره ۱۳ – حسن قلی‌زاده - نوبت عاشقی – محمود کلاری - نقش عشق – حسین جعفریان                          |
| بهترین چهره‌پردازی | سیمرغ بلورین بهترین تدوین |
| - پرده آخر – مسعود ولدبیگی، مژده شمسایی - عروس – عبدالله اسکندری - دو فیلم با یک بلیت – امیر اسکندری                                                                           | - عروس – محمدرضا مویینی - پرده آخر – ژیلا ایپکچی و واروژ کریم مسیحی - ابلیس – سیف‌الله داد - آپارتمان شماره ۱۳ – حسین زندباف - دو فیلم با یک بلیت – عباس گنجوی |
| جایزه ویژه هیئت داوران | سیمرغ بلورین بهترین جلوه‌های ویژه |
| - نقش عشق – شاهرخ دستورتبار | - سایه خیال – ایرج تقی‌پور |

- جایزه ویژه هیئت داوران: نقش عشق (شهریار پارسی پور)
- جایزه ویژه هیئت داوران بهترین فیلم: دو فیلم با یک بلیت به غلامرضا معیری و مرکز خدمات سینمایی صنایع فیلم ایران (بخش مسابقه فیلم‌های اول و دوم)

### دیپلم افتخار
- بهترین فیلم: رجب محمدین برای فیلم به خاطر همه چیز
- بهترین فیلم: مجید مدرسی برای فیلم پرده آخر
- بهترین فیلم: مجید بهمن‌پور برای فیلم تویی که نمی شناختمت
- بهترین فیلم: غلامرضا معیری برای فیلم دو فیلم با یک بلیت
- بهترین فیلم: شاهرخ دستورتبار برای فیلم نقش عشق
- بهترین کارگردانی: بهروز افخمی برای فیلم عروس
- بهترین  بازیگر نقش اول مرد: حسین پناهی برای فیلم سایه خیال